# Sven Schmid
Sven Attila Schmid (Johannesburgo, Sudáfrica, 21 de enero de 1978) es un deportista alemán que compitió en esgrima, especialista en la modalidad de espada.
Participó en los Juegos Olímpicos de Atenas 2004, obteniendo una medalla de bronce en la prueba por equipos (junto con Jörg Fiedler y Daniel Strigel).
Ganó una medalla de plata en el Campeonato Mundial de Esgrima de 2005 y dos medallas en el Campeonato Europeo de Esgrima, oro en 2009 y bronce en 2000.

## Palmarés internacional
| Juegos Olímpicos   | Juegos Olímpicos   | Juegos Olímpicos  | Juegos Olímpicos   |
| Año                | Lugar              | Medalla           | Prueba             |
| ------------------ | ------------------ | ----------------- | ------------------ |
| 2004               | Atenas (Grecia)    | Medalla de bronce | Espada por equipos |
| Campeonato Mundial |                    |                   |                    |
| Año                | Lugar              | Medalla           | Prueba             |
| 2005               | Leipzig (Alemania) | Medalla de plata  | Espada por equipos |
| Campeonato Europeo |                    |                   |                    |
| Año                | Lugar              | Medalla           | Prueba             |
| 2000               | Funchal (Portugal) | Medalla de bronce | Espada por equipos |
| 2009               | Plovdiv (Bulgaria) | Medalla de oro    | Espada individual  |